# Зодіак (календар Мухи)
«Зодіак» — календар для журналу «Перо» (фр. La Plume), виконаний чеським художником Альфонсом Мухою у техніці кольорової літографії в 1896—1897 рр.
У цьому великоформатному календарі автор виявив всю свою багату орнаментальну фантазію. Знаки зодіаку оточують прекрасний, але водночас суворий профіль жінки. Вона одягнена у королівське вбрання, має майстерно виконані коштовності і розкішний головний убір. Все це, разом з відстороненою та величавою зовнішністю, надає жінці вид жриці невідомого таємничого культу. Центральна фігура і зодіакальне коло обрамлені декоративними елементами візантійського, мавританського та скіфського походження.
«Зодіак» є однією з найпопулярніших робіт Мухи. Відомо як мінімум дев'ять варіантів літографії, як з текстом, так і без нього. Пізніше Альфонс Муха використовував мотив жінки з цього календаря як основу для своєї скульптури «Природа».